# رافية إفريقية
رافية أفريقية (الاسم العلمي:Raphia africana) هي نوع من النباتات يتبع جنس الرافية من الفصيلة الفوفلية.